# Sachiko Hidari
Sachiko Hidari (左幸子|Hidari Sachiko, Asahi, 29 de junio de 1930 - 7 de noviembre de 2001) fue una actriz y directora de cine japonesa. Ganó el Oso de Plata a la Mejor Actriz en 1964.

## Trayectoria
Sachiko Nukamura (額村幸子?), conocida como Sachiko Hidari, nació en Asahi, Toyama, y fue la mayor de ocho  hermanos. Tras graduarse en la Escuela de Educación Física de Mujeres de Tokio (actualmente Universidad de Educación Física Femenina de Tokio), trabajó como profesora de educación física. Sin embargo, su admiración por Haruko Sugimura le hizo descubrir su vocación como actriz. En 1952, debutó en el cine con Wakaki hi no ayamachi.Entre 1952 y 1995, apareció en más de 90 películasbajo la dirección de cineastas como Tadashi Imai, Shōhei Imamura y Paul Schrader. Además de sus apariciones en el cine, también actuó en el teatro, en obras como "La condición humana" (1958) y "La mujer de Hiroshima" (1984). También es notable su papel en televisión en la serie dramática matutina de la NHK "Northern Family" (1973).
En 1964, ganó el Oso de Plata a la Mejor Actriz en el 14º Festival Internacional de Cine de Berlín por sus papeles en Ella y él y La mujer insecto.En 1977, dirigió y protagonizó la película The Far Road, siendo la primera mujer actriz-directora desde Kinuyo Tanaka.Esta película fue nominada al Oso de Oro a la mejor película en el 28º Festival Internacional de Cine de Berlín.
Murió de cáncer de pulmón en 2001.
Estuvo casada con el director Susumu Hani de 1959 a 1977, con quien tuvo una hija, Mio Hani.Su hermana es la actriz Tokie Hidari.

## Filmografía seleccionada
- La posada de Osaka (1954)
- Jochūkko (1955)
- Fūsen (1956)
- Mahiru no ankoku (1956)
- El sol en los últimos días del Shogunato (1957)
- Warm Current (1957)
- The Boy Who Came Back (1958)
- Balada del carro (1959)
- El testamento de una mujer (1960)
- El demonio del monte Oe (1960)
- La mujer insecto (1963)
- Ella y él (1963)
- Un fugitivo del pasado (1965)
- El mar salvaje (1969)
- Faire l'amour : De la pilule à l'ordinateur (1971, also co-dir., anthology film)
- Bajo la bandera del sol naciente (1972)
- Gen descalzo (1976)
- El camino lejano (1977, also dir.)
- Los suicidas por amor en Sonezaki (1978)
- Mishima, una vida en cuatro capítulos (1985)

## Reconocimientos
- 1955: Premio Mainichi Film a la mejor actriz de reparto[5] por Ofukuro y Jinsei tombo gaeri
- 1963: Premio Blue Ribbon a la mejor actriz[6] y premio Mainichi Film a la mejor actriz[7]por La mujer insecto y Ella y él .
- 1964: Oso de Plata a la Mejor Actriz y Premio Kinema Junpo a la Mejor Actriz[8]por La mujer insecto y Ella y él.
- 1965: Premio Mainichi Film a la mejor actriz[9]por Un fugitivo del pasado
- 1967: Premio Mainichi Film a la mejor actriz de reparto[10]por Onna no issho y Harubiyori
- 2001: Premio Especial de Cine Mainichi[11]por su trayectoria.